# Padre Pio (2000)
Padre Pio (bra: Padre Pio, o Santo de Pietrelcina) é um telefilme italiano dos anos 2000, dirigido por Carlo Carlei. O filme é baseado no livro Padre Pio: Um santo entre nós de Renzo Allegri e representa eventos reais da vida do frei católico Santo Padre Pio de Pietrelcina. A obra foi apresentada em duas partes. A primeira foi ao ar em 17 de abril de 2000, enquanto a segunda estreou em 19 de abril do mesmo ano.

## Enredo
1968: em San Giovanni Rotondo, Apulia, o velho Padre Pio está seriamente doente. Durante a noite, chega um misterioso Cardeal, que parece ter vindo apenas para perturbar o Padre Pio e insultá-lo falando sobre os possíveis defeitos do frei durante a sua vida. O santo então aproveita para contar todos os seus segredos, começando pela sua infância.
O jovem Francesco (Padre Pio), nasceu numa pequena cidade em Campania (Pietrelcina), conversava muito com Deus, mas também era atormentado pelo demônio, que se manifestava na forma de um Rottweiler (raça de cão). Francesco se tornou noviço e foi primeiro para Molise, depois para Pietrelcina (sua cidade natal), e por fim, para San Giovanni Rotondo, em um convento onde ficou o resto de sua vida. Ele também recebeu os estigmas de Cristo devido a sua fé. A fama de sua santidade começou a crescer por toda a Itália, mas alguns no Vaticano pensam que os estigmas são falsos, e o condenam. Mas o número de fiéis estava crescendo, e no fim o Papa se convence da santidade do Padre Pio.

## Elenco
- Sergio Castellitto como Pio
  - Loris Pazienza como Pio criança
  - Elio Germano como Pio aos 16 anos de idade
- Jürgen Prochnow como O Visitador Apostólico
- Lorenza Indovina como Cleonice
- Pierfrancesco Favino como Emanuele Brunatto
- Flavio Insinna como Padre Paolino
- Raffaele Castria como Padre Agostinho de São Marco em Lamis
- Anita Zagaria como Mãe de Pio
- Adolfo Lastretti como Padre Raffaele
- Andrea Buscemi como O Superior
- Franco Trevisi como Bispo de Manfredonia
- Renato Marchetti como Padre Pellegrino
- Pietro Biondi como Prelado Sénior
- Gianni Bonagura como Padre Benedetto
- Roberto Chevalier como Padre Agostino Gemelli
- Rosa Pianeta como Carmela Morcaldi
- Tosca D'Aquino como Lea Padovani
- Mario Erpichini como Monsenhor Macchi
- Camilo Milli como Monsenhor Pannullo
- Andrea Tidona como Doutor

## Produção
O filme foi gravado entre novembro de 1999 e fevereiro de 2000 em San Giovanni Rotondo, Nepi e Oriolo Romano.

## Recepção
Quando o filme estreou no Canale 5 em 17 de abril de 2000, o mesmo foi assistido por mais de 11 milhões de pessoas. A segunda parte foi assistida por mais de 12 milhões de pessoas, algo em torno de 45,63% dos telespectadores da Itália.